# Les Ventes-de-Bourse
Les Ventes-de-Bourse település Franciaországban, Orne megyében. Lakosainak száma 146 fő (2022. január 1.). Les Ventes-de-Bourse Aunay-les-Bois, Essay, Marchemaisons, Le Ménil-Broût, Neuilly-le-Bisson és Saint-Léger-sur-Sarthe községekkel határos.

## Népesség
A település népességének változása:
| Lakosok száma | 163  | 167  | 164  | 154  | 148  | 146  | 145  | 144  | 146  |
|               | 2013 | 2015 | 2016 | 2017 | 2018 | 2019 | 2020 | 2021 | 2022 |